# Johannes Pieter Versteeg
Johannes Pieter Versteeg (Amsterdam, 18 mei 1938 - Trouville-sur-Mer, 19 april 1987) was een Nederlandse theoloog en hoogleraar Nieuwe Testament aan de Theologische Universiteit Apeldoorn.

## Biografie
Versteegs vader was hoogleraar notarieelrecht aan de Vrije Universiteit te Amsterdam. Hij huwde op 16 november 1961 te Nieuw-Vennep met domineesdochter Geertruida Jacoba Floor. Versteeg werd in 1961 bevestigd tot predikant van de Christelijke Gereformeerde Kerk te Wormerveer door zijn schoonvader, dominee L. Floor sr. In 1968 werd hij hoogleraar Nieuwtestamentische vakken te Apeldoorn en in 1971 promoveerde hij aan de Vrije Universiteit op zijn dissertatie: 'Christus en de Geest'. Hij was naast bestuurder van onderwijsinstellingen in Apeldoorn, onder andere bestuurslid van de NCRV en de Anti-Revolutionaire Partij, en voorzitter van de Evangelische Alliantie. Tijdens vakantie in Frankrijk overleed hij plotseling, hij werd 48 jaar oud. Versteeg ligt begraven op de begraafplaats te Wenum-Wiesel.